# Saint-Germain-sur-l'Arbresle
Saint-Germain-sur-l'Arbresle era una comuna francesa, que estaba situada en el departamento de Ródano, de la región de Ródano-Alpes, que el 1 de enero de 2013 pasó a ser una comuna delegada de la comuna nueva de Saint-Germain-Nuelles al fusionarse con la comuna de Nuelles.

## Historia
En marzo de 2014, la comuna delegada de Saint-Germain-sur-l'Arbresle fue suprimida por decisión del concejo municipal de Saint-Germain-Nuelles del 4 de junio de 2013.

## Demografía
| Gráfica de evolución demográfica de Saint-Germain-sur-l'Arbresle entre 1800 y 2011 |
|                                                                                    |

Los datos demográficos contemplados en este gráfico de la comuna de Saint-Germain-sur-l'Arbresle se han cogido de 1800 a 2006 de la página francesa EHESS/Cassini.